# Internationale Filmfestspiele Berlin 1956
Die Internationalen Filmfestspiele Berlin 1956 fanden vom 22. Juni bis 3. Juli 1956 statt.

## Zusammenfassung
Als 1951 die Berlinale ihre Premiere erlebte, hatte sie ohne Erlaubnis der FIAPF eine Jury eingesetzt, die die ersten Goldenen Bären vergab. Die FIAPF untersagte das, weswegen die Berlinale seit 1952 die Gewinner der Goldenen Bären durch eine Publikumsabstimmung feststellte. 1955 hatte die FIAPF nun entschieden, dass die Berlinale zum A-Festival aufstieg und eine internationale Jury einsetzen durfte.
Dennoch blieben die Organisatoren bei ihrer Publikumsabstimmung und so wurden 1956 zwei Goldene Bären vergeben, einer von der ersten internationalen Jury, einer vom Publikum, das weiter ungebrochene Begeisterung zeigte. Der ungezwungene Umgang mit den Filmstars brachte der Berlinale das Image des „Festivals des kleinen Mannes“ ein. Das änderte sich jedoch durch die Aufwertung zum A-Festival: Vor den Festspielorten waren jetzt Absperrungen vorgeschrieben und den Stars konnte man nur aus der Distanz winken.
Die Entscheidungen der ersten internationalen Jury wurden von vielen Kommentatoren heftig kritisiert. Einladung zum Tanz (Invitation to the Dance) von Gene Kelly war ihnen zu seicht für den Hauptpreis eines A-Festival. Favorit vieler Kritiker war der finnische Beitrag Der unbekannte Soldat (Tuntematon Sotilas) von Edin Laine gewesen, ein illusionsloser Anti-Kriegsfilm nach einem Roman von Väinö Linna.
Zwei politische Aktionen von Festivalleiter Alfred Bauer erregten Aufsehen: Durch Protest beim Berliner Senat verhinderte er die unabhängige Aufführung von DEFA-Filmen. (Die Veranstaltung war unter dem Motto der „Völkerverständigung“ von der Berliner Zille-Gesellschaft geplant worden.) Um seinen Ruf als politisch unvoreingenommener Vertreter der Berlinale zu retten, ließ er Alain Resnais’ Film Nacht und Nebel (Nuit et Brouillard) als Sondervorführung zeigen. Der Film dokumentiert die Verbrechen der Deutschen im Konzentrationslager Auschwitz und war zuvor auf Einspruch der Bundesregierung in Cannes aus dem Festival-Programm genommen worden, Begründung: Der Film diene nicht der „Völkerverständigung“.

## Internationale Jury
Präsident der ersten internationalen Jury der Berlinale war der französische Regisseur Marcel Carné. Er stand folgender Jury vor:
- Ludwig Berger (Deutschland),
- Leo J. Horster (USA),
- Kashiko Kawakita (Japan),
- W. G. Luckwell (Großbritannien),
- G. V. Sampieri (Italien) und
- Ilse Urbach (Deutschland).

## Wettbewerb
Der Siegerfilm ist orange unterlegt.
| Filmtitel                         | Originaltitel                               | Regisseur                         | Produktionsland               | Darsteller (Auswahl)                              |
| Die blonde Hexe                   | La sorcière                                 | André Michel                      | Frankreich, Italien, Schweden | Marina Vlady, Nicole Courcel, Maurice Ronet       |
| Einladung zum Tanz                | Invitation to the Dance                     | Gene Kelly                        | USA                           | Gene Kelly, Diana Adams, Belita                   |
| Ernst Reuter                      |                                             | Wolfgang Kiepenheuer              | Deutschland                   | Dokumentarfilm                                    |
| … erwachsen sein dagegen sehr     |                                             | Wolf Hart                         | Deutschland                   | Dokumentarfilm                                    |
| Frühling in Kaschmir              | Spring Comes to Kashmir                     | Ravi Prakash                      | Indien                        | Dokumentarfilm                                    |
| Geheimnisse der Steppe            | The African Lion                            | James Algar                       | USA                           | Dokumentarfilm                                    |
| Glückliches Afrika römischer Zeit | Les très riches heures de l'Afrique romaine | Jean Lehérissey                   | Frankreich                    | Dokumentarfilm                                    |
| Herbststürme                      | Autumn Leaves                               | Robert Aldrich                    | USA                           | Joan Crawford, Cliff Robertson, Vera Miles        |
| Der Holzschuhmacher vom Loiretal  | Le sabotier du val de Loire                 | Jacques Demy                      | Frankreich                    | Dokumentarfilm                                    |
| Junge Liebe in Rom                | Donatella                                   | Mario Monicelli                   | Italien                       | Elsa Martinelli, Gabriele Ferzetti, Walter Chiari |
| Kein Platz für wilde Tiere        |                                             | Bernhard Grzimek, Michael Grzimek | Deutschland                   | Dokumentarfilm                                    |
| Kispus                            |                                             | Erik Balling                      | Dänemark                      | Helle Virkner, Henning Moritzen, Nina Pens Rode   |
| Der lange Arm                     | The Long Arm                                | Charles Frend                     | Großbritannien                | Jack Hawkins, John Stratton, Dorothy Alison       |
| Liebe, Brot und tausend Küsse     | Pane, amore e …                             | Dino Risi                         | Italien                       | Vittorio De Sica, Sophia Loren, Lea Padovani      |
| Mi tío Jacinto                    |                                             | Ladislao Vajda                    | Spanien, Italien              | Pablito Calvo, Antonio Vico, José Marco Davó      |
| Mit einer Zeitung zugedeckt       | El camino de la vida                        | Alfonso Corona Blake              | Mexiko                        | Luis Alba, Guillermo Bravo Sosa, Antonio Brillas  |
| Paris la nuit                     |                                             | Jacques Baratier, Jean Valère     | Frankreich                    | Dokumentarfilm                                    |
| Rhythmetic                        |                                             | Evelyn Lambart, Norman McLaren    | Kanada                        | Trickfilm                                         |
| Richard III.                      |                                             | Laurence Olivier                  | Großbritannien                | Laurence Olivier, Ralph Richardson, John Gielgud  |
| Die Sonne der Hethiter            | Hitit Günesi                                |                                   | Türkei                        | Dokumentarfilm                                    |
| Trapez                            | Trapeze                                     | Carol Reed                        | USA                           | Burt Lancaster, Tony Curtis, Gina Lollobrigida    |
| Der unbekannte Soldat             | Tuntematon sotilas                          | Edvin Laine                       | Finnland                      | Kosti Klemelä, Heikki Savolainen, Reino Tolvanen  |
| Unternehmen Arktis                | Men Against the Arctic                      | Winston Hibler                    | USA                           | Dokumentarfilm                                    |
| Vor Sonnenuntergang               |                                             | Gottfried Reinhardt               | Deutschland                   | Hans Albers, Annemarie Düringer, Martin Held      |
| Die weiße Schlangenfrau           | Byaku fujin no yoren                        | Shirô Toyoda                      | Hongkong, Japan               | Ryō Ikebe, Shirley Yamaguchi, Kaoru Yachigusa     |
| Die weite Reise                   | The Long Journey                            |                                   | Vereinte Nationen             | Dokumentarfilm                                    |
| Zauber der Natur                  |                                             | Richard Mostler                   | Deutschland                   | Dokumentarfilm                                    |

## Preisträger
Goldene Bären
- Juryentscheidung: Einladung zum Tanz
- Publikumsabstimmung: Vor Sonnenuntergang
- Dokumentarfilm: Kein Platz für wilde Tiere
- Kurzfilm: Paris la nuit

Silberne Bären
- Internationaler Preis: Richard III.
- Publikumsabstimmung: Mi tío Jacinto
- Ehrenpreise: Der lange Arm (The Long Arm) und Die blonde Hexe (La sorcière)
- Regisseur: Robert Aldrich für Herbststürme (Autumn Leaves)
- Schauspieler: Burt Lancaster für Trapez (Trapeze)
- Schauspielerin: Elsa Martinelli für Junge Liebe in Rom (Donatella)
- Dokumentarfilm: Geheimnisse der Steppe (The African Lion)
- Kurzfilm: Rhythmetic
- Sonderpreis für Kurzfilm: Frühling in Kashmir (Spring Comes to Kashmir) und Die Sonne der Hethiter (Hitit günesi)

Bronzene Bären
- Publikumsabstimmung: Trapez (Trapeze)

Große Goldene Plakette
- Kein Platz für wilde Tiere

Große Silberne Plakette
- Geheimnisse der Steppe (The African Lion)

Große Bronzene Plakette
- Zauber der Natur

Kleine Goldene Plakette
- Unternehmen Arktis (Men Against the Arctic)

Kleine Silberne Plakette
- Ernst Reuter

Kleine Bronzene Plakette
- Glückliches Afrika römischer Zeit (Les très riches heures de l’Afrique romaine)

Lobende Erwähnung
- Liebe, Brot und tausend Küsse (Pane, amore e …) „für den besten humoristischen Film“
- Mit einer Zeitung zugedeckt (El camino de la vida) „für die beste Regie“
- Die weiße Schlangenfrau (Byaku fujin no yoren) „für den Gebrauch von Farbe“
- Kurzfilm: … erwachsen sein dagegen sehr, Die weite Reise (The Long Journey) und Der Holzschuhmacher vom Loiretal (Le sabotier du val de Loire)

OCIC-Preis
- Der unbekannte Soldat (Tuntematon sotilas)
- Besondere Erwähnung: Mit einer Zeitung zugedeckt (El camino de la vida)